# Haras El-Hodood
El Haras El-Hodood Club es un club de fútbol de Egipto, de la ciudad de Alejandría. Fue fundado en 1950 y juega en la Primera División de Egipto. 

## Historia
Fue fundado en 1950 con el nombre de Al Sawahel. Posteriormente se cambió el nombre por el actual, Haras El-Hodood Club.
En la temporada 2003-04 el equipo consigue quedar tercero en el campeonato de liga, su mejor clasificación hasta la fecha. En 2009 gana la Copa de Egipto, torneo que volvería a conquistar al año siguiente.

## Uniforme
- Uniforme titular: Camiseta roja con bandas negras a los lados, pantalón y medias negras.
- Uniforme alternativo: Camiseta blanca con bandas negras a los lados, pantalón y medias blancas.

La marca deportiva Diadora es el patrocinador oficial del club.

## Estadio
El Haras El-Hodood juega en el Estadio Harras El-Hedoud. Tiene capacidad para 22.000 personas. 

## Jugadores

#### Plantilla: 2024-25
- Actualizado al 7 de noviembre de 2024[1]

## Entrenadores
- Mohamed Omar (Julio de 2000-Junio de 2001)
- Helmi Toulan (Julio de 2002-Junio de 2006)
- Tarek El Ashri (Julio de 2006-Mayo de 2012)
- Abdelhamid Bassiouni (Interino)
- Helmi Toulan (Julio de 2012-Julio de 2013)
- Helmi Toulan (Julio de 2012-Julio de 2013)
- Abdelhamid Bassiouni (Interino)
- Aboutaleb El Essawi (Julio de 2013-Febrero de 2014)
- Abdelhamid Bassiouni (Febrero de 2014-Noviembre de 2015)
- Ahmed Ayoub (Noviembre de 2015-Marzo de 2016)
- Abdelhamid Bassiouni (Marzo de 2016-Diciembre de 2016)
- Samy Komsan (Interino)
- Mohamed Salah Eldin (Enero de 2017-Abril de 2017)
- Samy Komsan (Abril de 2017-Mayo de 2018)
- Emad Soliman (Julio de 2018-Septiembre de 2018)
- Tarek El Ashri (Septiembre de 2018-Febrero de 2020)
- Mohamed Halim (Febrero de 2020-Noviembre de 2021)
- Tarek El Ashri (Septiembre de 2020-Octubre de 2020)
- Mekki (Noviembre de 2021-Junio de 2022)
- Ahmed Ayoub (Julio de 2022-Mayo de 2023)
- Mekki (Mayo de 2023-Julio de 2024)
- Mohamed Youssef (Agosto de 2024-)[2]

## Palmarés
Torneos Nacionales (3)
| Competición nacional      | Títulos     | Subcampeonatos |
| ------------------------- | ----------- | -------------- |
| Copa de Egipto (2)        | 2009, 2010. |                |
| Supercopa de Egipto (1/2) | 2009.       | 2010.          |

## Participación en competiciones de la CAF
| Temporada | Torneo                       | Ronda          | Club                 | Casa | Visita | Global      |
| --------- | ---------------------------- | -------------- | -------------------- | ---- | ------ | ----------- |
| 2006      | Copa Confederación de la CAF | 1              | AS Kaloum Star       | 6-0  | 0-1    | 6-1         |
| 2006      | Copa Confederación de la CAF | 2              | Heartland FC         | 0-0  | 2-3    | 2-3         |
| 2008      | Copa Confederación de la CAF | 1              | MC Alger             | 1-0  | 0-0    | 1-0         |
| 2008      | Copa Confederación de la CAF | 2              | Al-Akhdar            | 1-0  | 1-1    | 2-1         |
| 2008      | Copa Confederación de la CAF | 3              | Mamelodi Sundowns FC | 2-0  | 0-1    | 2-1         |
| 2008      | Copa Confederación de la CAF | Fase de grupos | Club Africain        | 2-1  | 1-1    | 2.º lugar   |
| 2008      | Copa Confederación de la CAF | Fase de grupos | Interclube           | 4-1  | 0-1    | 2.º lugar   |
| 2008      | Copa Confederación de la CAF | Fase de grupos | CS Sfaxien           | 3-1  | 0-1    | 2.º lugar   |
| 2009      | Copa Confederación de la CAF | 1              | APR FC               | 2-0  | 0-0    | 2-0         |
| 2009      | Copa Confederación de la CAF | 2              | EGS Gafsa            | 3-0  | 3-1    | 6-1         |
| 2009      | Copa Confederación de la CAF | 3              | Al-Ahly Trípoli      | 2-1  | 0-0    | 2-1         |
| 2009      | Copa Confederación de la CAF | Fase de grupos | Bayelsa United       | 1-0  | 0-2    | 4.º lugar   |
| 2009      | Copa Confederación de la CAF | Fase de grupos | Primero de Agosto    | 5-1  | 0-1    | 4.º lugar   |
| 2009      | Copa Confederación de la CAF | Fase de grupos | Stade Malien         | 1-1  | 0-1    | 4.º lugar   |
| 2010      | Copa Confederación de la CAF | 1              | Banks SC             | 5-0  | 1-1    | 6-1         |
| 2010      | Copa Confederación de la CAF | 2              | Simba SC             | 5-1  | 1-2    | 6-3         |
| 2010      | Copa Confederación de la CAF | 3              | Gaborone United      | 8-1  | 0-1    | 8-2         |
| 2010      | Copa Confederación de la CAF | Fase de grupos | CS Sfaxien           | 0-0  | 1-3    | 4.º lugar   |
| 2010      | Copa Confederación de la CAF | Fase de grupos | FUS Rabat            | 1-2  | 0-1    | 4.º lugar   |
| 2010      | Copa Confederación de la CAF | Fase de grupos | Zanaco FC            | 1-1  | 1-1    | 4.º lugar   |
| 2011      | Copa Confederación de la CAF | 1              | Dedebit FC           | 4-0  | 1-1    | 5-1         |
| 2011      | Copa Confederación de la CAF | 2              | DC Motema Pembe      | 2-1  | 1-2    | 3-3 (3-4 p) |